# Alen Simonyan
Alen Roberti Simonyan (in armeno Ալեն Ռոբերտի Սիմոնյան?; Erevan, 5 gennaio 1980) è un politico armeno, ex presidente dell'Armenia ad interim dal 1 febbraio 2022 al 13 marzo 2022.
Dal 2 agosto 2021 ricopre la carica di presidente dell'Assemblea nazionale dell'Armenia.